# John Du Prez
Pour les articles homonymes, voir Prez.
John Du Prez est un compositeur britannique né le 14 décembre 1946 à Sheffield (Royaume-Uni).

## Filmographie

### Comme compositeur
- 1982 : The Pantomime Dame
- 1983 : Monty Python : Le Sens de la vie (The Meaning of Life)
- 1983 : The Crimson Permanent Assurance
- 1983 : Bullshot
- 1984 : She'll Be Wearing Pink Pyjamas
- 1984 : Oxford Blues
- 1984 : Porc royal (A Private Function)
- 1985 : Vampire Forever (Once Bitten)
- 1986 : L'Inconnu de Florence (Love with the Perfect Stranger) (TV)
- 1987 : Sweet as You Are (TV)
- 1987 : Sunday Premiere: Claws (série TV)
- 1987 : Personal Services
- 1988 : Number 27
- 1988 : Un poisson nommé Wanda (A Fish Called Wanda) de Charles Crichton
- 1989 : A Chorus of Disapproval de Michael Winner
- 1989 : UHF
- 1990 : The Kremlin, Farewell (TV)
- 1990 : Les Tortues Ninja (Teenage Mutant Ninja Turtles)
- 1990 : Bullseye!
- 1991 : Les Tortues Ninja 2 : Les héros sont de retour (Teenage Mutant Ninja Turtles II: The Secret of the Ooze)
- 1991 : Un étrange rendez-vous (Mystery Date)
- 1992 : Carry On Columbus
- 1993 : Les Tortues Ninja 3 (Teenage Mutant Ninja Turtles III)
- 1994 : Un Anglais sous les tropiques (A Good Man in Africa)
- 1996 : Du vent dans les saules (The Wind in the Willows) de Terry Jones
- 1997 : Capitaine Star (série TV)
- 2004 : Fascination